# Piper chaudocanum
Piper chaudocanum är en pepparväxtart som beskrevs av C. Dc.. Piper chaudocanum ingår i släktet Piper och familjen pepparväxter. Inga underarter finns listade i Catalogue of Life.